# Cucumis heptadactylus
Cucumis heptadactylus là một loài thực vật có hoa trong họ Cucurbitaceae. Loài này được Naudin mô tả khoa học đầu tiên năm 1859.